# Sangrur
Sangrur là một thành phố và là nơi đặt hội đồng đô thị (municipal council) của quận Sangrur thuộc bang Punjab, Ấn Độ.

## Địa lý
Sangrur có vị trí 30°14′B 75°50′Đ / 30,23°B 75,83°Đ Nó có độ cao trung bình là 232 mét (761 feet).

## Nhân khẩu
Theo điều tra dân số năm 2001 của Ấn Độ, Sangrur có dân số 78.717 người. Phái nam chiếm 54% tổng số dân và phái nữ chiếm 46%. Sangrur có tỷ lệ 72% biết đọc biết viết, cao hơn tỷ lệ trung bình toàn quốc là 59,5%: tỷ lệ cho phái nam là 75%, và tỷ lệ cho phái nữ là 68%. Tại Sangrur, 11% dân số nhỏ hơn 6 tuổi.